# Hank Green
William Henry "Hank" Green (Birmingham, 5 de mayo de 1980) es un emprendedor, músico, educador y youtuber estadounidense conocido por su canal VlogBrothers, junto a su hermano John Green, los canales educativos Crash Course y SciShow, el blog de tecnología medioambiental EcoGeek y la plataforma de micromecenazgo Subbable, que fue absorbida por Patreon en 2014.
Hank y su hermano John crearon VidCon, la convención de vídeo en línea más grande del mundo. Está involucrado en multitud de canales de YouTube, incluyendo Crash Course, SciShow, SciShow Space, SciShow Psych, The Lizzie Bennet Diaries, The Brain Scoop, Animal Wonders, Cereal Time, How to Adult, y Sexplanations.

## Vida personal
Hank Green nació en Birmingham, Alabama, poco antes de que su familia mudara a Orlando, Florida, donde fue criado. Se graduó de Winter Park High School en 1998, se tituló en Bioquímica de Universidad Eckerd y obtuvo un posgrado en Estudios Medioambientales por la Universidad de Montana. Reside en Missoula, Montana con su pareja, Katherine Green.
En mayo de 2023, fue diagnosticado con linfoma de hodking. Afortunadamente, lo superó en unos pocos meses. 

## Carrera

### Vlogbrothers
Del 1 de enero al 31 de diciembre de 2007 Hank y John llevaron a cabo un provecto de videoblog titulado Brotherhood 2.0. La premisa original del proyecto era que los hermanos dejarían de comunicarse durante el año excepto mediante videoblogs publicados alternativamente por cada uno en el canal de YouTube de ambos cada día de semana. El canal continuó publicando videoblogs, sin la limitación en comunicaciones y rebajando la frecuencia de publicación a dos videos a la semana.

### VidCon

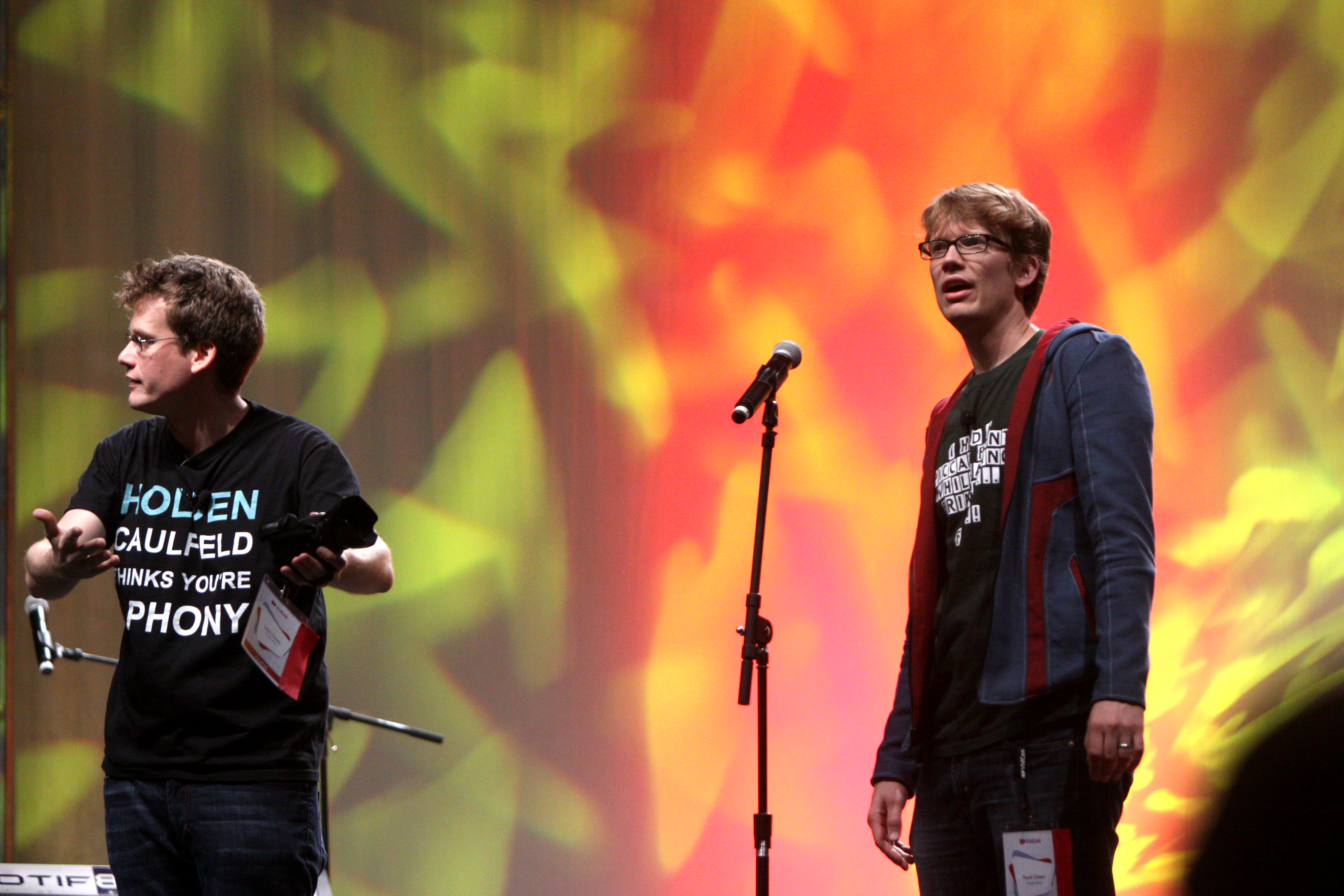
Hank (derecha), con su hermano John, en VidCon 2012

Hank y John crearon VidCon en 2010, una convención anual de creadores, público y representantes de la industria del vídeo en línea a nivel mundial en respuesta a la creciente comunidad creada en torno al formato. Hank declaró en 2009: «Queríamos reunir a la comunidad de video online en un solo lugar, en el mundo real, durante un fin de semana. Es una celebración de la comunidad, con actuaciones, conciertos y fiestas; pero también es un debate sobre la explosión de la comunidad de vídeo online».

### Otros proyectos en YouTube
Desde 2007, como parte de Vlogbrothers, ha organizado y participado en el evento anual de beneficencia Project for Awesome, que anima a youtubers a crear videos contribuyendo y publicitando organizaciones benéficas o sin ánimo de lucro.
En enero de 2012 creó dos canales educativos financiados con ayuda de YouTube: SciShow, que cubre noticias y explicaciones científicas, incluyendo entrevistas con expertos; y Crash Course, junto a su hermano John, que consiste en una serie de cursos basados en el plan de estudios de la educación secundaria estadounidense.

## Eponimia
El asteroide (13943) Hankgreen fue nombrado así por este comunicador.